# Мона Авад
Мона Авад (народилася 22 серпня 1978) — канадська письменниця, авторка романів та коротких оповідань, знана творами в жанрі похмурої комічної прози.
Дебютний роман Авад, «13 способів поглянути на товсту дівчину», увійшов до короткого списку премії Гіллера та здобув нагороду Amazon.ca за дебютний роман. Її другий роман «Зайчик» став фіналістом премії Goodreads Choice Award у категорії «Найкращий горор», а також New England Book Award. Її третій роман «Все добре» так само потрапив у фінал Goodreads Choice Award у категорії «Найкращий горор», як і її четвертий роман Rouge.
З 2020 року вона працювала доцентом Сиракузького університету.

## Життєпис
Авад народилася 22 серпня 1978 року в Монреалі, Квебек. Її батько, єгипетський мусульманин, емігрував до Канади в 1970-х роках. Мати — франко-канадська католичка сербського та ірландського походження. Батьки Авад познайомилися у Монреалі.
Авад переїхала до Міссісоги, Онтаріо, коли їй було 13 років. Там вона навчалася у середній школі отця Майкла Гетца. Авад вивчала англійську літературу в Йоркському університеті, здобула ступінь бакалавра мистецтв цього університету 2004 року. Далі продовжила навчання й здобула ступінь магістра з англійської мови в Единбурзькому університеті, ступінь магістра в Університеті Брауна та ступінь доктора філософії в Університеті Денвера.
Живе в Сполучених Штатах з 2009 року, зараз мешкає у Бостоні, штат Массачусетс, і Сиракузах, штат Нью-Йорк, де є співробітницею кафедри гуманітарних наук Естер М. Ларсен і доценткою університету Сиракуз.

## Робота
Короткі художні та публіцистичні твори Авад публікували в таких журналах, як McSweeney's, The Walrus, Joyland, Post Road, St. Petersburg Review і Maisonneuve. Коли Авад почала писати як колумністка для Maisonneuve, вона використовувала псевдонім Вероніка Тартлі. 2017 року оповідання Авад «Жінка спричиняє лавину» опублікував LA Review of Books. Вона сказала, що сподівається, що її історії створять у читачів «відчуття зв’язку», щоб «люди [могли] почуватися менш самотніми».
Дебютна книжка авторки «13 способів поглянути на товсту дівчину», роман (структурований за допомогою пов’язаних коротких історій) про боротьбу жінки з проблемами образу тіла протягом усього життя, виграла премію Amazon.ca за дебютний роман і увійшла до короткого списку премії Scotiabank Giller Prize 2016 року. Її надихнув написати книжку досвід власного дорослішання та боротьба з образом власного тіла. Los Angeles Times цитує Авад, яка сказала, що вона «зробила списки програвання [музики] до кожного розділу» у «13 способів поглянути на товсту дівчину», тому що це допомогло їй «поринути» в історію та краще «відчути її».
Її друга книга, «Зайчик», вийшла в червні 2019 року у видавництві Viking Press. «Зайчик» розповідає історію Саманти Гізер Маккі, яка відвідує престижну письменницьку програму в Новій Англії, у вигаданому Ворренському університеті. Там Саманта опиняється втягнутою у дивні ритуали, які проводять «Зайчики» — її однокурсниці, які є чимось більшим, ніж просто закритою групою, якою вони здаються на перший погляд. Роман обрала для екранізації компанія Bad Robot Productions 2023 року.
Її третій роман «Все добре» вийшов 3 серпня 2021 року у видавництві Simon & Schuster.
Четвертий роман авторки, Rouge, вийшов 12 вересня 2023 року у видавництві Simon & Schuster.
Письменниця Маргарет Етвуд назвала Авад своєю літературною спадкоємицею.

### Романи
- 13 способів поглянути на товсту дівчину /13 Ways of Looking at a Fat Girl. Penguin Books. 2016. ISBN 9780143128489.
- Зайчик /Bunny. Viking Press. 2019. ISBN 9780525559733.
- Все добре /All's Well. Simon & Schuster. 2021. ISBN 9781982169664.
- Rouge. Simon & Schuster. 2023. ISBN 978-1982169695.
- Ми любимо тебе, зайчику /We Love You, Bunny. Simon & Schuster. Вийде 2025 року[24]

## Зовнішні посилання
- Офіційний сайт
- Mona Awad: For award-winning writing and fearless storytelling, Canadian Arab Institute, Institut canado-arabe, CAI, Toronto
- Monstrous Cute: An Interview with Mona Awad, The Paris Review
- The Novelist Mona Awad Pushes Shakespeare Off the Stage, Interview Magazine
- Mona Awad, the PEN Ten Interview, PEN America